# Gabriel Albertí
Gabriel Albertí Forner (Vilafranca del Penedès, 8 ottobre 1913 – Madrid, 1989) è stato un cestista, allenatore di pallacanestro e pittore spagnolo.

## Carriera
Come allenatore ha guidato la Spagna ai Campionati europei del 1959.